# St. Quirinus (Dottendorf)

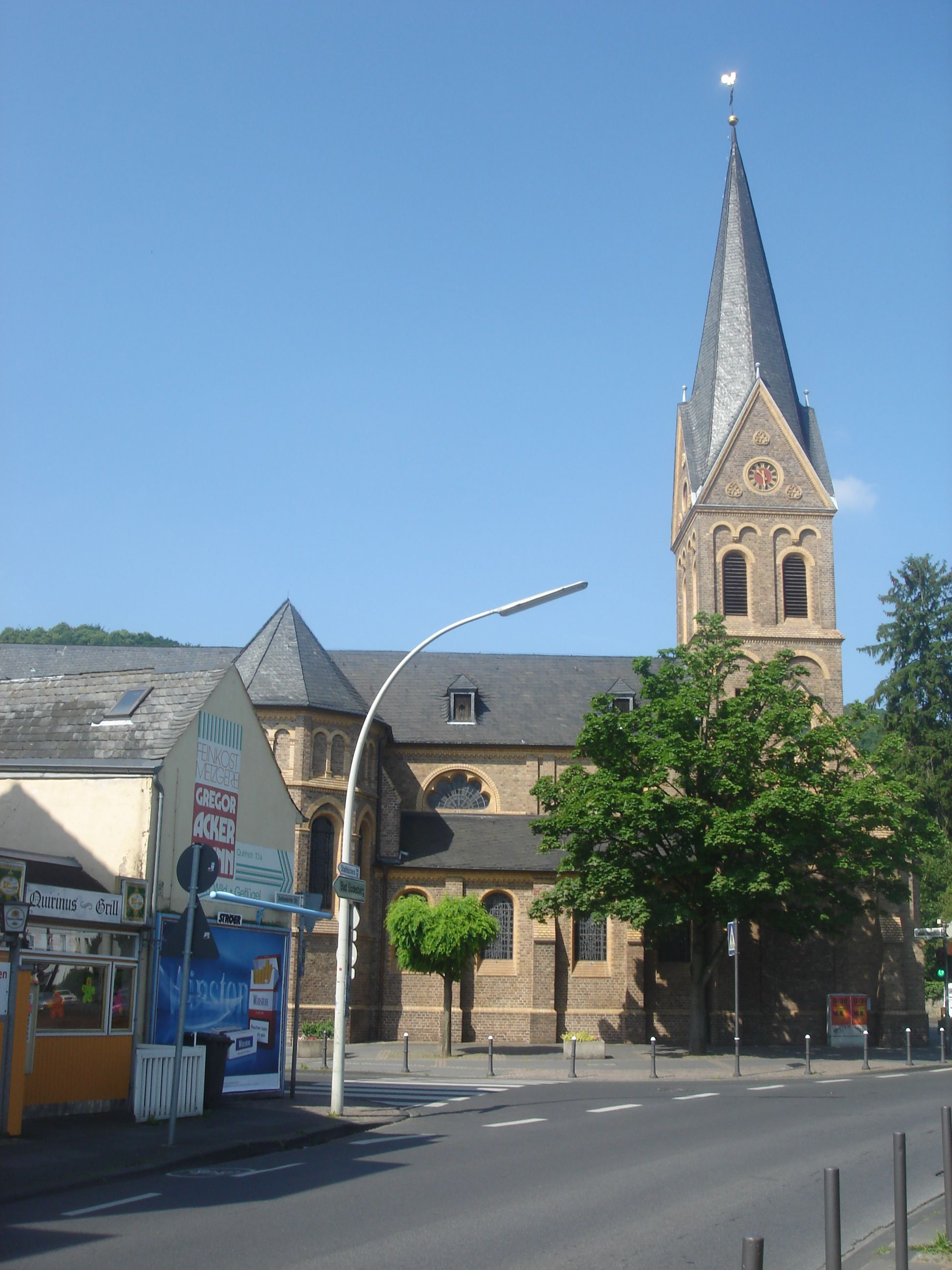
St. Quirinus Dottendorf

St. Quirinus ist die römisch-katholische Pfarrkirche von Dottendorf, einem Ortsteil von Bonn.

## Geschichte
Eine dem heiligen Stephanus geweihte mittelalterliche Kirche bestand seit dem 11. Jahrhundert auf dem Gelände der Burg Dottendorf. Seit dem 17. Jahrhundert stand die Kirche unter dem Patrozinium des heiligen Quirinus von Neuss, von dessen Tochter Balbina Reliquien erworben wurden. Im Zuge der napoleonischen Neuordnung des rheinischen Pfarrsystems wurde 1804 die Pfarrei aufgelöst und als Filialkirche der Pfarrei St. Nikolaus in Kessenich zugewiesen.
Ab 1860 bestanden Bemühungen zur Wiederbegründung der Pfarrei, die am 13. September 1870 durch den Kölner Erzbischof Paulus Melchers erfolgte. Am 19. August 1888 wurde der Grundstein zum Kirchenneubau gelegt, der am 23. Juli 1891 durch Weihbischof Anton Fischer geweiht wurde. Nach Fertigstellung des Kirchenbaus wurde 1895 die romanische Quirinuskirche niedergelegt.
In den Jahren 1966 bis 1968 durch fanden ein Umbau und eine Erweiterung der Kirche statt.

## Architektur
Die von Gerhard Franz Langenberg entworfene Kirche stellte in ihrer ursprünglichen Gestalt eine in den Formen des Rheinischen Übergangsstils in Backstein erbaute Basilika mit polygonal geschlossenen Querhausarmen, einem Chor und einem turmbekrönten Westbau dar. Der Kirchenraum ist im gebundenen System kreuzrippengewölbt, der Obergaden zeigt die charakteristischen Fächerfenster des Übergangsstils.
Bei der Erweiterung der Kirche in den Jahren 1966 bis 1968 durch Werner Ingendaay wurde die bisherige Orientierung nach Süden aufgegeben und durch die traditionelle Ausrichtung nach Osten ersetzt. Dafür wurden der alte Chor und der westliche Querschiffsarm abgebrochen und ein neues Hauptschiff mit zahlreichen kleineren Fenstern errichtet. Zugleich wurde das bisherige Hauptportal mit einem massiven Betonfenster geschlossen.

## Ausstattung
Die mittelalterliche Quirinuskirche besaß vier Memoriensteine des 11. und 12. Jahrhunderts, die nach deren Abbruch in das LVR-LandesMuseum Bonn gelangten. Nicht erhalten sind die Hosanna- oder Evangelistenglocke von 1444 sowie eine 1653 von Claudius Lamiral aus einer älteren Glocke umgegossene Stephanus- und Quirinusglocke.

### Orgel
Die Orgel der Dottendorfer Pfarrkirche wurde in den Jahren 1968–1971 von der Firma Romanus Seifert & Sohn in Kevelaer unter Verwendung des Prospekts der Vorgängerorgel erbaut und 1978 um sechs Register erweitert, wobei die Register des 1. Manuals im neuerbauten unteren Gehäusebereich, die des 2. Manuals im historischen oberen Gehäusebereich untergebracht sind. Die Orgel besitzt die folgende Disposition:
| I Manual C–g3 |                |       |
| 1.            | Offenflöte     | 8′    |
| 2.            | Liebl. Gedackt | 8′    |
| 3.            | Principal      | 4′    |
| 4.            | Quintadena     | 4′    |
| 5.            | Oktave         | 2′    |
| 6.            | Sifflöte       | 1 ⁄3′ |
| 7.            | Scharff IV     |       |
| 8.            | Sesquialter II |       |
| 9.            | Trompete       | 8′    |
|               | Tremulant      |       |

| II Manual C–g3 |              |    |
| 10             | Holzgedackt  | 8′ |
| 11.            | Weidenpfeife | 8′ |
| 12.            | Blockflöte   | 4′ |
| 13.            | Gemshorn     | 4′ |
| 14.            | Principal    | 2′ |
| 15.            | Cymbel II    |    |
| 16.            | Rohrschalmei | 2′ |
|                | Tremulant    |    |

| Pedal C–g1 |                 |          |
| 17.        | Subbaß          | 16′      |
| 18.        | Offenbaß        | 04′      |
| 19.        | Piffaro         | 02′ + 4′ |
| 20.        | Trichterdulcian | 16′      |

- Koppeln: II/I, I/P, II/P